# شينوسية متباينة الأوراق
شينوسية متباينة الأوراق (الاسم العلمي:Schinopsis heterophylla) هي نوع من النباتات تتبع جنس الشينوسية من الفصيلة البطمية.